# Мар'янівка (зупинний пункт, Знам'янська дирекція Одеської залізниці)
Мар'янівка — пасажирський зупинний пункт Знам'янської дирекції Одеської залізниці на лінії Помічна — Чорноліська між зупинними пунктами 248 км та 261 км. 
Розташований поблизу села Пасічне Маловисківського району Кіровоградської області.

## Пасажирське сполучення
На зупинному пункті Мар'янівка зупиняються приміські потяги у напрямку Помічної та Знам'янки.